# Premi Josep Pla de narrativa
El premi Josep Pla de narrativa és un premi literari en llengua catalana creat l'any 1968 i atorgat per l'Editorial Destino. S'hi poden presentar obres de narrativa en català sense limitació de gènere — novel·la, conte, relat, memòries, biografia, diari… La seva dotació és de 6.000 euros i s'entrega la nit del dia de Reis de cada any a l'hotel Ritz de Barcelona, en la mateixa vetllada en què s'entrega el Premi Nadal.

## Guanyadors
| Any       | Autoria                 | Obra                                      |
| --------- | ----------------------- | ----------------------------------------- |
| 1968      | Terenci Moix            | Onades sobre una roca deserta             |
| 1969      | Baltasar Porcel         | Difunts sota els ametllers en flor        |
| 1970      | Teresa Pàmies           | El testament de Praga                     |
| 1971      | Gabriel Janer           | Els alicorns                              |
| 1972      | Alexandre Cirici        | El temps barrat                           |
| 1973      | Llorenç Villalonga      | Andrea Víctrix                            |
| 1974      | Marià Manent            | El vel de Maia                            |
| 1975      | Enric Jardí             | Història del cercle artístic de Sant Lluc |
| 1976      | Carles Reig             | Contraataquen                             |
| 1977      | Josep Maria Castellet   | Josep Pla o la raó narrativa              |
| 1978      | Maria Àngels Anglada    | Les closes                                |
| 1979      | Jaume Miravitlles       | Gent que he conegut                       |
| 1980      | Jordi Sarsanedas        | La noia a la sorra                        |
| 1981      | Josep Piera             | El cingle verd                            |
| 1982      | Olga Xirinacs           | Interior amb difunts                      |
| 1983      | Pau Faner               | Fins al cel                               |
| 1984      | Norbert Bilbeny         | Papers contra la cinta magnètica          |
| 1985      | Gerard Vergés           | Tretze biografies imperfectes             |
| 1986      | Maria Mercè Roca        | El present que m'acull                    |
| 1987      | Albert Manent           | El solc de les hores                      |
| 1988      | Àlex Susanna            | Quadern venecià                           |
| 1989-1990 | Miquel Àngel Riera      | Illa Flaubert                             |
| 1991      | Xavier Rubert de Ventós | El cortesà i el seu fantasma              |
| 1992      | Jordi Coca              | La japonesa                               |
| 1993      | Xavier Roca             | El cap del penteu                         |
| 1994      | Carme Riera             | Dins el darrer blau                       |
| 1995      | Isabel Olesti           | Dibuix de dona amb ocells blancs          |
| 1996      | Pep Subirós             | Cita amb Tombuctú                         |
| 1997      | Miquel de Palol         | El legislador                             |
| 1998      | Valentí Puig            | L'home de l'abric                         |
| 1999      | Francesc Puigpelat      | Apocalipsi blanc                          |
| 2000      | Empar Moliner           | Feli, esthéticienne                       |
| 2001      | Jordi Llavina           | Nitrato de Chile                          |
| 2002      | Eva Piquer              | Una victòria diferent                     |
| 2003      | Hèctor Bofill           | L'últim Evangeli                          |
| 2004      | Robert Saladrigas       | La llibreta groga                         |
| 2005      | Sebastià Alzamora       | La pell i la princesa                     |
| 2006      | Lluís Maria Todó        | El mal francès                            |
| 2007      | Martí Domínguez         | El retorn de Voltaire                     |
| 2008      | Melcior Comes           | La batalla de Walter Stamm                |
| 2009      | Gaspar Hernàndez        | El silenci                                |
| 2010      | Llucia Ramis            | Egosurfing                                |
| 2011      | Cristian Segura         | El cau del conill                         |
| 2012      | Rafael Nadal            | Quan érem feliços                         |
| 2013      | Genís Sinca             | Una família exemplar                      |
| 2014      | Albert Villaró          | Els ambaixadors                           |
| 2015      | Andreu Carranza         | El poeta del poble                        |
| 2016      | Lluís Foix              | Aquella porta giratòria                   |
| 2017      | Xavier Theros           | La fada negra                             |
| 2018      | Antoni Bassas           | Bon dia, són les vuit!                    |
| 2019      | Marc Artigau            | La vigília                                |
| 2020      | Laia Aguilar            | Pluja d'estels                            |
| 2021      | Maria Barbal            | Tàndem                                    |
| 2022      | Toni Cruanyes           | La vall de la llum                        |
| 2023      | Gemma Ventura           | La llei de l'hivern                       |
| 2024      | Jaume Clotet            | La Germandat de l'Àngel Caigut            |
| 2025      | David Bueno             | L'art de ser humans                       |